# Mancozeb
Il mancozeb è un composto chimico di formula {\displaystyle {\ce {C40H60Mn9N20S40Zn}}} che in condizioni standard si presenta come una polvere grigio-giallastra con un lieve odore di acido solfidrico.

## Caratteristiche strutturali e fisiche
Il mancozeb è un membro della classe chimica nota come etilene bisditiocarbammati. Il composto è insolubile nella maggior parte dei solventi organici. Si dissolve in soluzioni di potenti sequestranti, ma non può essere recuperato da esse.
La sostanza si decompone lentamente al riscaldamento o al contatto con acidi e umidità, producendo fumi tossici e irritanti, contenenti ossidi di zolfo, ossidi di azoto, ossido di zinco, ossido di manganese, acido solfidrico, solfuro di carbonio, solfuro di tiuram etilenico, bisisotiocianato di etilene, urea etilenica e 2-mercaptoimidazolina. Le particelle finemente disperse formano miscele esplosive nell'aria.
| N. di atomi pesanti                  | 110                          |
| N. di donatori di legami a idrogeno  | 20                           |
| N. di accettori di legami a idrogeno | 40                           |
| N. di legami ruotabili               | 30                           |
| Massa monoisotopica                  | 2.657,78536 u                |
| Superficie polare                    | 902 Å²                       |
| Pressione di vapore                  | 9,8 x 10-8 Torr a 25 °C      |
| Gravità specifica                    | 1,92                         |
| Costante della legge di Henry        | 4,4 x 10-9 atm m3/mol a 25°C |

## Farmacologia e tossicologia

### Tossicologia
La sostanza è irritante per gli occhi e le vie respiratorie. La sostanza è leggermente irritante per la pelle. Il contatto ripetuto o prolungato può causare sensibilizzazione. Il composto è classificato come potenzialmente carcinogeno. Può causare dermatite allergica da contatto e parkinsonismo.
L'esposizione al composto potrebbe causare necrolisi epidermica tossica. Sembra esserci un'associazione tra l'esposizione al mancozeb e un aumento significativo della frequenza delle cellule con aberrazioni cromosomiche strutturali e del numero di scambi di cromatidi fratelli per cellula nei linfociti del sangue periferico.

## Applicazioni
Viene utilizzato come pesticida per il controllo di molte malattie fungine (es. P. infestans) in un'ampia gamma di colture da campo, frutta, noci, verdure e piante ornamentali (es. rose). Viene inoltre impiegato come trattamento/protettivo per i semi (es. cotone, patate, mais, sorgo, pomodori, cereali).